# Provincia di Konduz
Konduz è una provincia dell'Afghanistan di 851 300 abitanti, che ha come capoluogo Konduz. 

## Geografia
Confina con il Tagikistan (Khatlon) a nord e con le province di Takhar a est, di Baghlan a sud, di Samangan a sud-ovest e di Balkh a ovest.

## Suddivisioni amministrative
La provincia di Konduz è divisa in sette distretti:

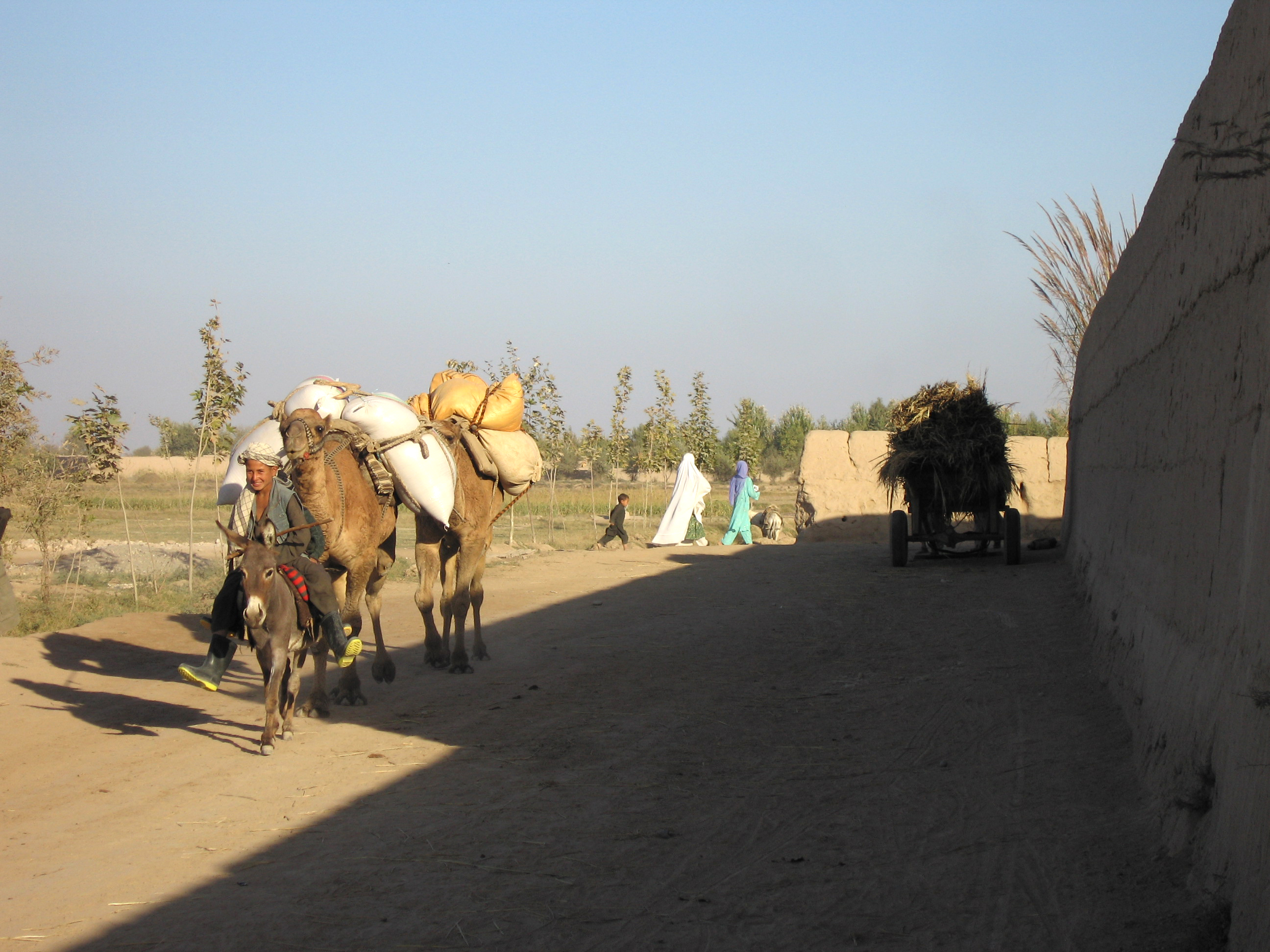
Una strada di Imam Sahib

- Ali Abad
- Archi
- Chahar Dara
- Imam Sahib
- Khan Abad
- Konduz
- Qalay-I-Zal